# Бразил

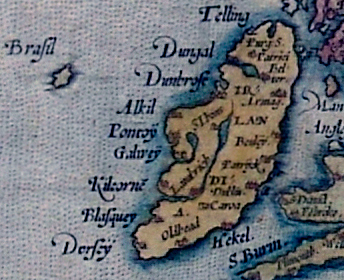
На карте Ортелия (1571) остров Бразил изображён к западу от Ирландии

Бразил — остров блаженных в ирландской мифологии. Упоминается с Раннего Средневековья. Варианты написания — О’Бразил (O’Breasil) и Хай-Бразил (Hy-Brasil).
Этимология названия точно не установлена. Можно предположить лишь, что в основе его лежат два кельтских слова, breas и ail, имеющих хвалебный оттенок, breas-ail можно перевести как «великолепный» или «превосходный». Слово это встречается в ирландской мифологии, а также упоминается в летописях в качестве личного мужского имени. Согласно ирландским преданиям, в частности, саге «Вторая битва при Маг Туиред», герой Брес (Bres), имя которого означает «Прекрасный», один из правителей Туата де Дананн, сын фомора Элаты (Elatha) и богини Эриу (Eriu), после поражения бежал на далекий остров, который может быть отождествлен с легендарным Breasail (Bressail).
Легенды об острове Бразил рассказывали, что он окружён дымкой и туманом, которые расступаются раз в семь лет, когда только его и можно видеть. Населяют его монахи и другие люди, не знающие никаких бед.
Этот мифический остров в Атлантическом океане нанесён на очень многие карты XIV—XVII вв. Первое изображение в форме диска появилось на карте Анджелино Далорто, которую датируют приблизительно 1325 годом. На этой же карте северо-западнее от Бразила находился другой несуществующий остров — Дакули. В 1436 году таинственный остров был отмечен как Sola De Brasil на карте венецианского картографа Андреа Бьянко, в 1570 году появился снова в атласе Абрахама Ортелиуса и в 1595 году на карте Герарда Меркатора.
Поскольку точные сведения о его местоположении отсутствовали, картографы постоянно двигали остров по карте. Чаще всего Бразил изображался к западу от Ирландии, но иногда его сдвигали в район Азорских островов.
В 1452 году португальский принц Генрих Мореплаватель направил на поиски этого острова капитана Диогу де Тейве. В результате его экспедиции были обнаружены острова Флориш и Корву. В 1480 году английский капитан Джон Ллойд провёл 9 недель в бесплодных поисках острова к западу от Ирландии. В конце XV столетия поисками Бразила занимался также поступивший на английскую службу итальянский мореплаватель Джованни Кабото (Джон Кабот). Английский писатель Джонатан Свифт в сатирическом памфлете «Сказка бочки» (1703) отнёс Бразил к вымышленным островам «вроде того, что называется Островом жён художников, помещаемым в какой-нибудь неизвестной части океана, просто по прихоти картографа».
Согласно одной из неподтверждённых гипотез, имя этой мифической земли лежит в основе названия Бразилии.